# 豊原統秋

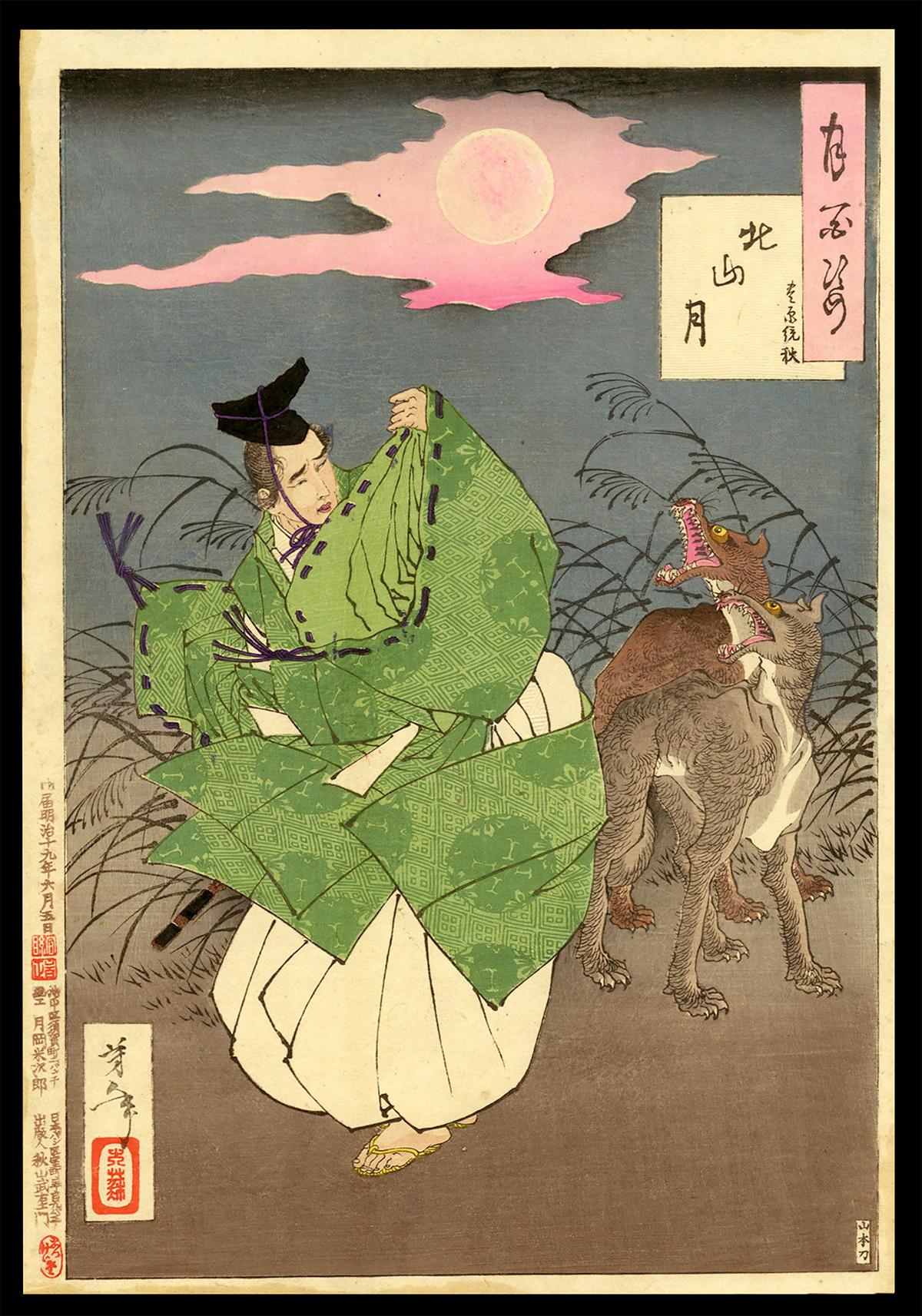
『北山月』（月岡芳年『月百姿』）狼と遭遇した豊原統秋は笙を聞かせて難を逃れたという

豊原 統秋（とよはら の むねあき、宝徳2年（1450年） - 大永4年8月20日（1524年9月17日））は、室町時代後期、戦国時代の楽家。歌人、書家、本草家としても活動した。父は豊原治秋。名は「すみあき」とも読む。

## 人物
豊原家は代々笙を家業としていた。統秋は幼い頃から訓練を重ね、20歳前後で秘曲を伝授される。後柏原天皇の音楽の師範として、天皇に笙を教える立場にあった。三条西実隆に和歌を、宗長に連歌を学び、書道や茶道にも精通した文化人であった。阪智泉に医術を学び医学の知識も豊富で、実隆を診察したこともあった。
応仁の乱で荒廃した世情に、雅楽の伝承が途絶することを憂い、雅楽の口伝を後世に伝えるため、広く書籍を渉猟、引用し、後の雅楽の模範となる楽書「體源抄」を著したことで知られる。
宗教面では日蓮宗に篤く帰依し、実隆に立正安国論外題の執筆を依頼した。著作「體源抄」の内にも、日蓮宗への信仰を吐露する筆跡がある。交流のあった正旨龍統は「言行は慎み深く、質実剛健な人柄であった」と評している。